# صهيون (قديسي الأيام الأخيرة)
في حركة قديسي الأيام الأخيرة، غالبًا ما تستخدم صهيون للإشارة إلى مجتمع الصالحين. كانت هذه الجمعية تمارس شكلاً من أشكال الاقتصاد المجتمعي، يُسمى " النظام الموحد"، والذي كان يهدف إلى ضمان حصول جميع الأعضاء على نوعية حياة مقبولة، وتقليل الفوارق الطبقية، وتحقيق وحدة المجموعة.
رغم أن صهيون ارتبطت في كثير من الأحيان بالحكم الديني، إلا أن مفهوم صهيون لم يتطلب نظريا مثل هذا النظام الحكومي. بهذه الطريقة، يجب التمييز بين صهيون والنظام السياسي المثالي المسمى بالثيوديمقراطية، والذي اعتقد قديسي الأيام الأخيرة أنه سيتم اعتماده عند المجيء الثاني للمسيح. ومع ذلك، فإن كلمة "صهيون" تحتفظ بعدة معاني محتملة ضمن معجم قديسي الأيام الأخيرة.
ويؤمن قديسي الأيام الأخيرة أيضًا ببناء أورشليم الجديدة في القارة الأمريكية، والتي يشار إليها أيضًا باسم صهيون. يعتقد قديسي الأيام الأخيرة أن أورشليم الجديدة سيتم بناؤها في مقاطعة جاكسون بولاية ميزوري من قبل بقايا بيت يوسف، بمساعدة الأمم التائبين.

## استخدام قديسي الأيام الأخيرة لكلمة صهيون
اعتمادًا على السياق، يمكن أن يكون لكلمة "صهيون" معاني متعددة في حركة قديسي الأيام الأخيرة. وتشمل الأمثلة ما يلي:
1. تحتفظ صهيون بمعناها الكتابي وتشير إلى القدس. (انظر صهيون)
2. صهيون هو اسم مدينة مادية أسسها النبي أنخنوخ، وتعرف أيضًا باسم مدينة أخنوخ.
3. تشير صهيون إلى القدس الجديدة، وهي مدينة مادية ألفية من المتوقع أن تقع في إندبندنس، مقاطعة جاكسون، ولاية ميزوري.
4. تشير صهيون مجازيًا إلى أي مجموعة من الناس متحدين و"نقيين القلب". أخنوخ هي مثال على "شعب صهيون".
5. صهيون هو الموقع المادي المركزي الذي اجتمع فيه قديسي الأيام الأخيرة. طُبِّق المصطلح على: كيرتلاند، أوهايو؛ مقاطعة جاكسون، ميزوري؛ ناوفو، إلينوي؛ ووادي سولت ليك .
6. صهيون هي أيضًا، وفقًا لجوزيف سميث، كامل الأمريكتين. صرح سميث أن "أمريكا بأكملها هي صهيون نفسها من الشمال إلى الجنوب".
7. صهيون هي استعارة لمجتمع موحد من قديسي الأيام الأخيرة، الذين تم جمعهم مجازيًا كأعضاء في كنيسة المسيح[1]